# Cubo de Bureba
Cubo de Bureba település Spanyolországban, Burgos tartományban. Cubo de Bureba Zuñeda, Fuentebureba, Busto de Bureba, Miraveche és Santa María Ribarredonda községekkel határos. Lakosainak száma 101 fő (2024).

## Népesség
A település népessége az utóbbi években az alábbiak szerint változott:
| Lakosok száma | 103  | 114  | 118  | 116  | 117  | 96   | 102  | 98   | 105  | 101  |
|               | 2001 | 2004 | 2006 | 2009 | 2011 | 2014 | 2016 | 2019 | 2021 | 2024 |